# IRF5
Il fattore di regolazione dell'interferone 5 o IRF5 (in inglese interferon regulatory factor 5) è una proteina derivata, nell'essere umano, dal gene IRF5.

## Funzione
IRF5 è un membro della famiglia dei fattori di regolazione dell'interferone (IRF), un gruppo di fattori di trascrizione che ricoprono numerosi ruoli, dall'attivazione virus-mediata dell'interferone, alla modulazione della crescita cellulare, la sua differenziazione e l'apoptosi, fino alla gestione del sistema immunitario. I membri della famiglia sono caratterizzati dalla presenza di un dominio N-terminale contenente una sequenza ripetuta di triptofano legante il DNA. Sono possibili diverse isoforme dovute a meccanismi di splicing alternativo.

## Significato clinico
IRF5 agisce da interruttore molecolare nel controllo dell'attività di attivazione e inibizione dell'infiammazione da parte dei macrofagi. Il blocco della produzione di IRF5 nei macrofagi può aiutare nel trattamento di numerose malattie autoimmuni, tra cui il lupus eritematoso sistemico, mentre la stimolazione può  essere utilizzata nei casi di immunodeficienza.
IRF5 sembra sia interagire direttamente con il DNA, sia interagire con altre proteine coinvolte nell'attivazione genica.